# Nandali
Nandali (kinesiska: 南大里, 南大里乡) är en socken i Kina. Den ligger i provinsen Shanxi, i den norra delen av landet, omkring 310 kilometer söder om provinshuvudstaden Taiyuan. Antalet invånare är 18 215. Befolkningen består av 8 786 kvinnor och 9 429 män. Barn under 15 år utgör 15,0 %, vuxna 15-64 år 75 %, och äldre över 65 år 8,0 %.
Genomsnittlig årsnederbörd är 639 millimeter. Den regnigaste månaden är juli, med i genomsnitt 166 mm nederbörd, och den torraste är december, med 2 mm nederbörd.